# 내 사랑 못난이
《내 사랑 못난이》는 2006년 8월 11일부터 2006년 10월 13일까지 방영된 SBS 금요드라마로, 서른이 넘도록 행복의 그림자도 밟아보지 못한 지지리 복 없는 사람들의 이야기를 그렸다.

## 등장 인물

### 주요 인물
- 김지영 : 진차연 역
- 김유석 : 이호태 역
- 박상민 : 신동주 역
- 왕빛나 : 정승혜 역

### 동주네
- 여운계 : 조옥자 역
- 김창숙 : 정 여사 역
- 경준 : 신동현 역

### 그 외 인물
- 주현 : 박풍수 역
- 송옥숙 : 최정민 역
- 박혜영 : 서유경 역
- 박다안 : 최은우 역
- 김하균 : 신대통 역
- 박선영 : 서현주 역
- 윤영준 : 김수혁 역
- 이대로 : 최만복 역
- 전원주 : 만복 처 역
- 장자연
- 남현주
- 안용준
- 양주호
- 박노식
- 김동석
- 현영임
- 박상철 : 박상철 역
- 서주경 : 서주경 역

## 시청률
최저 시청률과 최고 시청률은 시청률 조사회사와 지역별로 시청률에 차이가 있을 수 있습니다.
| 2006년 | 2006년    | 2006년         | 2006년         |
| 회차   | 방송일    | TNmS 시청률    | AGB 시청률     |
| 회차   | 방송일    | 대한민국(전국) | 대한민국(전국) |
| ------ | --------- | -------------- | -------------- |
| 제1회  | 8월 11일  | 12.9%          | 12.6%          |
| 제2회  | 8월 11일  | 16.4%          | 16.9%          |
| 제3회  | 8월 18일  | 12.3%          | 14.3%          |
| 제4회  | 8월 18일  | 18.8%          | 19.2%          |
| 제5회  | 8월 25일  | -              | 14.2%          |
| 제6회  | 8월 25일  | 22.0%          | 21.6%          |
| 제7회  | 9월 1일   | 15.1%          | 15.6%          |
| 제8회  | 9월 1일   | 23.7%          | 22.6%          |
| 제9회  | 9월 8일   | 16.6%          | 17.1%          |
| 제10회 | 9월 8일   | 25.8%          | 26.6%          |
| 제11회 | 9월 15일  | 16.6%          | 18.4%          |
| 제12회 | 9월 15일  | 25.7%          | 25.3%          |
| 제13회 | 9월 22일  | 17.3%          | 16.9%          |
| 제14회 | 9월 22일  | 28.3%          | 26.9%          |
| 제15회 | 9월 29일  | 18.9%          | 17.8%          |
| 제16회 | 9월 29일  | 27.0%          | 27.5%          |
| 제17회 | 10월 6일  | 8.6%           | -              |
| 제18회 | 10월 6일  | 18.4%          | -              |
| 제19회 | 10월 13일 | 23.4%          | 22.4%          |
| 제20회 | 10월 13일 | 30.0%          | 29.8%          |

## 편성 변경
- 2006년 10월 6일 : 오후 8시 35분부터 2회 연속 방영

## 수상
- 2006년 SBS 연기대상 연속극 부문 여자 우수상 김지영

## 참고 사항
- 작가 정지우는 1996년 SBS 《사랑의 이름으로》 이후 10년 만에 미니시리즈 집필을 맡았다.
- 극 중 서현주 역을 맡았던 박선영은 2002년 MBC <위기의 남자> 이후 소속사와 좋지 않은 일을 겪으면서 방송활동을 중단했다가[3] 해당 작품으로 안방극장 복귀를 했다.
- 차연과 동주가 결별하는 결말로 시청자들의 원성을 받았다. 제작진은 엔딩은 기획단계부터 결정된 것이었고, 방송 전 사이판 로케 촬영으로 엔딩 부분 촬영을 마친 상태였다고 해명하였다. 또한, 방송 도중 시청자들의 뜨거운 반응이 변수로 작용하면서 제작진이 한 때 새로운 결말을 구상하기도 했으나, 주연 배우들을 비롯한 제작진이 처음 기획의도를 고수하는 것으로 뜻을 모았다고 내막을 밝혔다.[4]
- 방영 전 사이판에서 해외 로케를 진행하였고, 드라마를 성공적으로 마친 후 드라마 주연을 맡았던 배우들과 작가, 감독 등이 사이판 관광청의 초청으로 사이판을 재방문하였다.[5]